# Harduingetmankandansatill?
Harduingetmankandansatill? är en låt av Bob hund som utgavs digitalt den 15 november 2011. Den förekommer också på albumet Låter som miljarder.